# Dictyna personata
Dictyna personata är en spindelart som beskrevs av Willis J. Gertsch och Stanley B. Mulaik 1936. Dictyna personata ingår i släktet Dictyna och familjen kardarspindlar. Inga underarter finns listade i Catalogue of Life.